# الحصب (المهرة)

تعديل مصدري - تعديل

الحصب هي إحدى قرى مديرية المسيلة التابعة لمحافظة المهرة، بلغ تعداد سكانها 23 نسمة حسب تعداد اليمن لعام 2004.